# Liste der Biografien/Say
Liste der Biografien |
Portal Biografien |
Personensuche
# |
A |
B |
C |
D |
E |
F |
G |
H |
I |
J |
K |
L |
M |
N |
O |
P |
Q |
R |
S |
T |
U |
V |
W |
X |
Y |
Z |
?
 
Sa |
Sb |
Sc |
Sd |
Se |
Sf |
Sg |
Sh |
Si |
Sj |
Sk |
Sl |
Sm |
Sn |
So |
Sp |
Sq |
Sr |
Ss |
St |
Su |
Sv |
Sw |
Sy |
Sz
 
Saa |
Sab |
Sac |
Sad |
Sae |
Saf |
Sag |
Sah |
Sai |
Saj |
Sak |
Sal |
Sam |
San |
Sao |
Sap |
Saq |
Sar |
Sas |
Sat |
Sau |
Sav |
Saw |
Sax |
Say |
Saz
Die Liste der Biografien führt alle Personen auf, die in der deutschsprachigen Wikipedia einen Artikel haben. Dieses ist eine Teilliste mit 195 Einträgen von Personen, deren Namen mit den Buchstaben „Say“ beginnt.

## Say
- Say, Ali (* 1993), türkischer Fußballspieler
- Say, Allen (* 1937), japanisch-amerikanischer Fotograf, Schriftsteller und Illustrator
- Say, Bania Mahamadou (1935–2005), nigrischer Autor
- Say, Benjamin (1755–1813), US-amerikanischer Politiker
- Say, Calvin (* 1952), US-amerikanischer Politiker, Sprecher des Repräsentantenhauses von Hawaii
- Say, David (1914–2006), englischer anglikanischer Bischof
- Say, Fazıl (* 1970), türkischer Pianist und KomponistFazıl Say (* 1970)

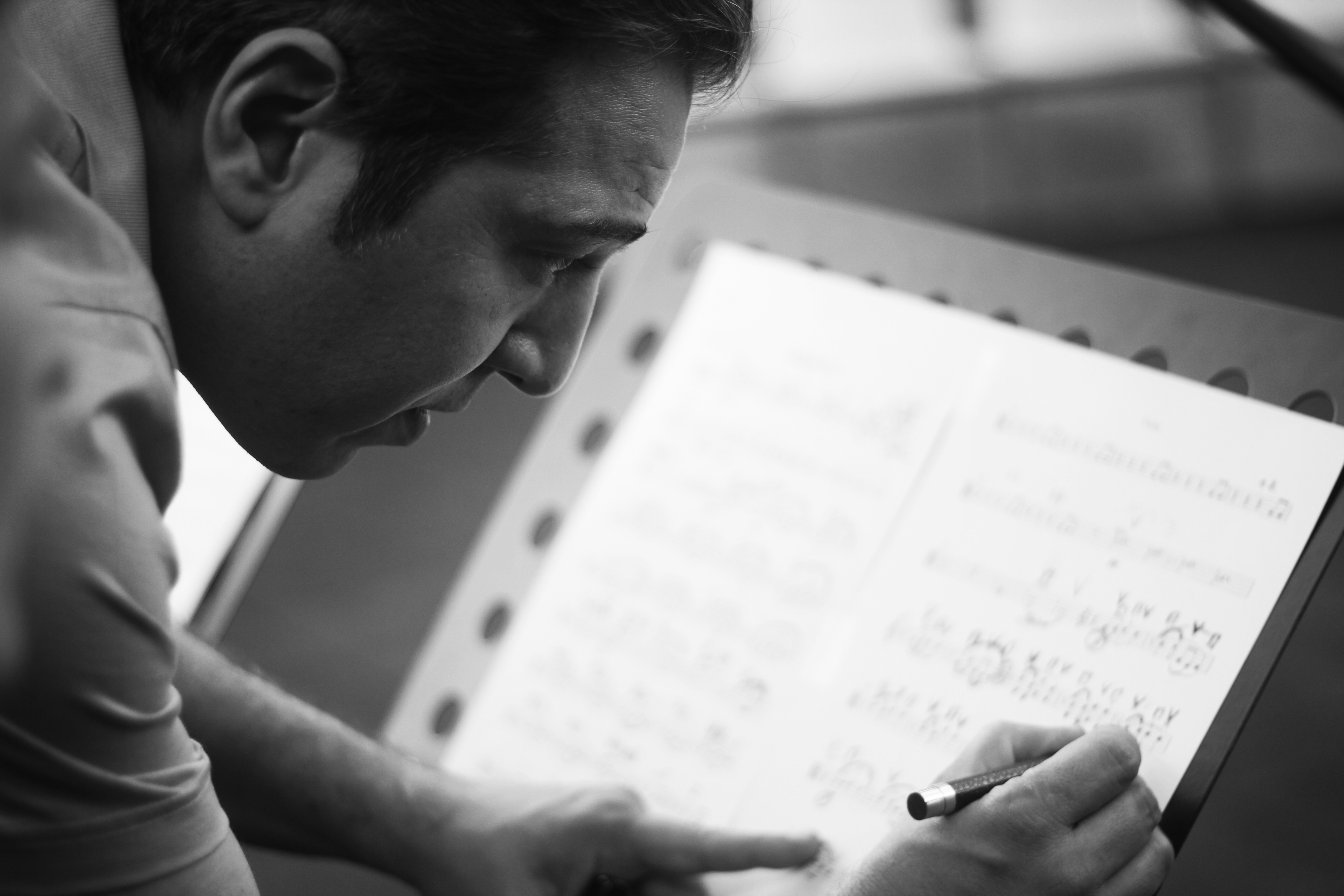
Fazıl Say (* 1970)

- Say, Frederick Richard (1804–1868), britischer Porträtmaler
- Say, Jean-Baptiste (1767–1832), französischer Ökonom und Geschäftsmann
- Say, Léon (1826–1896), französischer Ökonom und Politiker
- Say, Lucy (1801–1886), US-amerikanische Malerin, wissenschaftliche Illustratorin und botanische Sammlerin
- Say, Thomas (1787–1834), US-amerikanischer Entomologe, Conchologe und Karzinologe (Zoologie)

### Saya
- Saya San (1876–1931), buddhistischer Mönch, Anführer eines Aufstands in Britisch-Indien
- Saya, Gaetano (* 1956), italienischer Rechtsextremist und Parteivorsitzender
- Sayabalian, Jacques (1888–1915), armenischer Schriftsteller, Übersetzer
- Sayad, Seufyann (* 1979), französisch-marokkanischer Handballspieler
- Sayadaw, Ledi (1846–1923), buddhistischer Mönch
- Sayadov, Armais (* 1937), sowjetisch-aserbaidschanischer Ringer
- Sayagues, Rodo (* 1980), uruguayischer Drehbuchautor, Filmproduzent und Regisseur
- Sayama, Masahiro (1953–2018), japanischer Jazzmusiker und Filmkomponist
- Sayan, Giyasettin (* 1950), deutscher Politiker (Die Linke), MdA
- Sayan, İlker (* 1993), türkischer Fußballspieler
- Sayan, Seda (* 1962), türkische Sängerin, Serienschauspielerin und Fernsehmoderatorin
- Sayana, indischer Philosoph
- Sayani, Mohanad al- (1962–2020), jemenitischer Vorderasiatischer Archäologe
- Sayão, Bidu (1902–1999), brasilianische Opernsängerin (Sopran)
- Sayão, Luiz (* 1963), brasilianischer Theologe Radiohost
- Sayaogo, Gabriel (* 1962), burkinischer Geistlicher und römisch-katholischer Erzbischof von Koupéla
- Sayar, Akçan Deniz (* 1997), türkischer Fußballspieler
- Sayar, Mustafa (* 1989), türkischer Radrennfahrer
- Sayar, Mustafa Hamdi (* 1958), türkischer Althistoriker und Epigraphiker
- Sayashi, Riho (* 1998), japanische Popsängerin und Mitglied der Girlgroup Morning Musume
- Sayasone, Choummaly (* 1936), laotischer Politiker und Präsident
- Sayavutthi, Khampheng (* 1986), laotischer Fußballspieler

### Sayc
- Sayce, Archibald Henry (1845–1933), britischer Altorientalist und Ägyptologe, Professor in Oxford

### Sayd
- Saydam, Ergican (1929–2009), türkischer Pianist und Musikwissenschaftler

### Saye
- Saye, Brendan, kanadischer Balletttänzer
- Saye, Khadija (1992–2017), gambisch-britische Fotografin
- Sayed Ahmed, Zyad Amr (* 2004), ägyptischer Hochspringer
- Sayed Mohamed, Zeyad el-Hussein el (* 2003), ägyptischer Weitspringer
- Sayed, Amira (* 1997), ägyptische Kugelstoßerin und Diskuswerferin
- Sayed, Dschamil al- (* 1950), libanesischer General
- Sayed, Farouk Ahmed (* 1970), jemenitischer Langstreckenläufer
- Sayed, Majed Radhi al- (* 1993), kuwaitischer Zehnkämpfer
- Sayed, Mohamad al- (* 1981), katarischer Schachspieler
- Sayed, Mohamed Mahfood (* 1960), jemenitischer Boxer
- Sayed, Nader El- (* 1972), ägyptischer Fußballtorhüter
- Sayeed, Aryana (* 1985), afghanische Sängerin, Komponistin, Moderatorin und FrauenrechtlerinAryana Sayeed (* 1985)

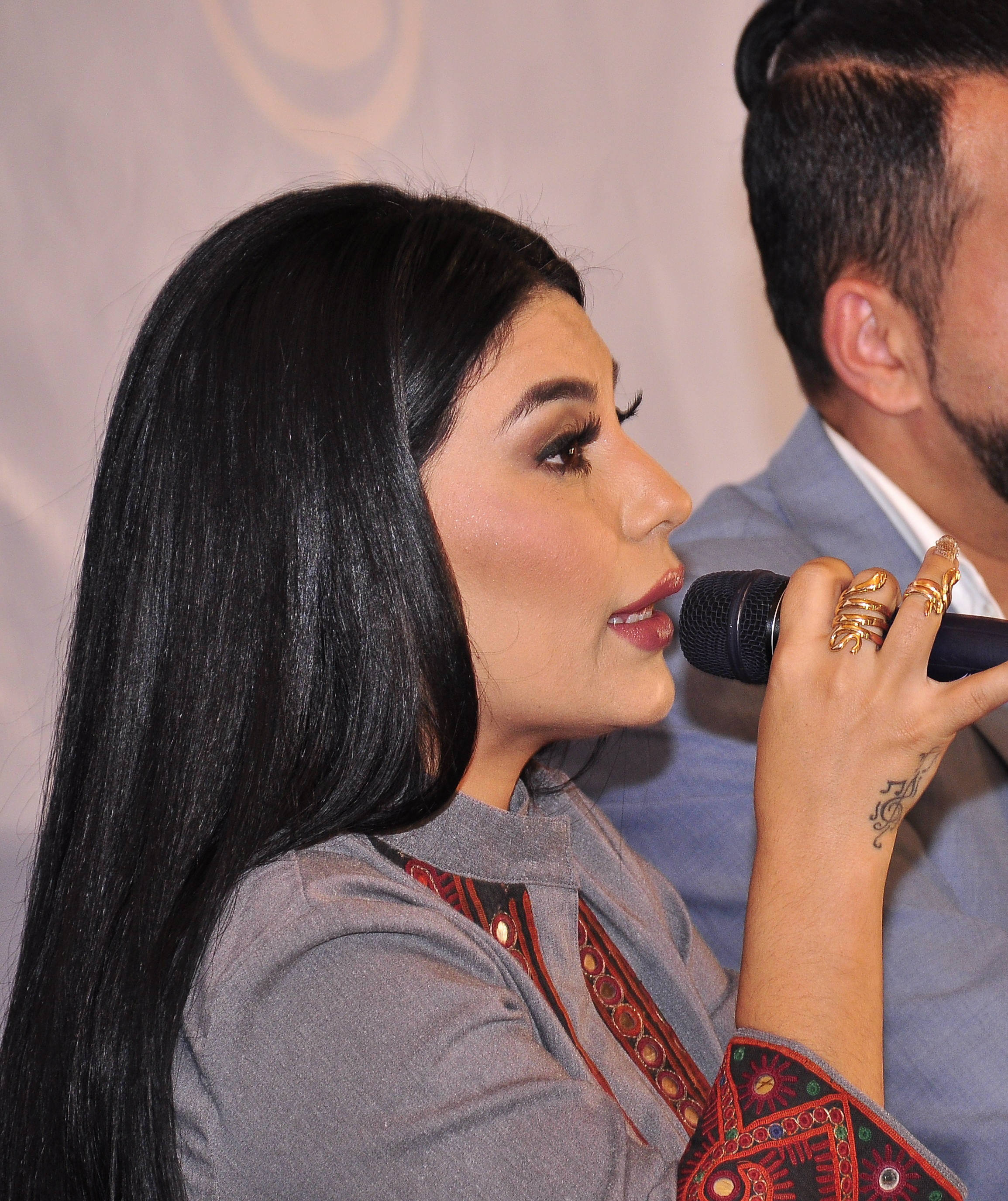
Aryana Sayeed (* 1985)

- Sayeed, Mohammad (1936–2016), indischer Jurist und Politiker
- Sayegh, Georgette, libanesische Schauspielerin und Sängerin
- Sayegh, Maximos IV. (1878–1967), syrischer Geistlicher, Patriarch von Antiochien
- Sayegh, Safiya Al (* 2001), Radrennfahrerin aus den Vereinigten Arabischen Emiraten
- Sayegh, Salim (* 1935), jordanischer Geistlicher, Patriarchalvikar von Jordanien und Weihbischof im Lateinischen Patriarchat von Jerusalem
- Sayeh, Antoinette (* 1958), liberianische Wirtschaftswissenschaftlerin und Finanzministerin
- Sayek Böke, Selin (* 1972), türkische Wirtschaftswissenschaftlerin
- Sayem (* 1980), französischer Produzent elektronischer Musik
- Sayem, Abu Sadat Mohammad (1916–1997), bangladeschischer Jurist und Staatsmann
- Sayer, Amy (* 2001), australische Fußballspielerin
- Sayer, Cynthia (* 1962), amerikanische Jazzmusikerin (Banjo, Gesang)
- Sayer, Josef (* 1941), deutscher Theologe, Hochschullehrer, Entwicklungshelfer, Hauptgeschäftsführer und Vorstandsvorsitzender von Misereor
- Sayer, Julia (* 1987), deutsch-amerikanische Handball- und Beachhandballspielerin
- Sayer, Karl (* 1953), österreichischer Jazzmusiker (Kontrabass, Komposition)
- Sayer, Leo (* 1948), britischer Sänger
- Sayer, Malcolm (1916–1970), englischer Designer von Jaguar-Automobilen
- Sayer, Walle (* 1960), deutscher Schriftsteller
- Sayers, Dorothy L. (1893–1957), britische Krimi-Schriftstellerin und ÜbersetzerinDorothy L. Sayers (1893–1957)

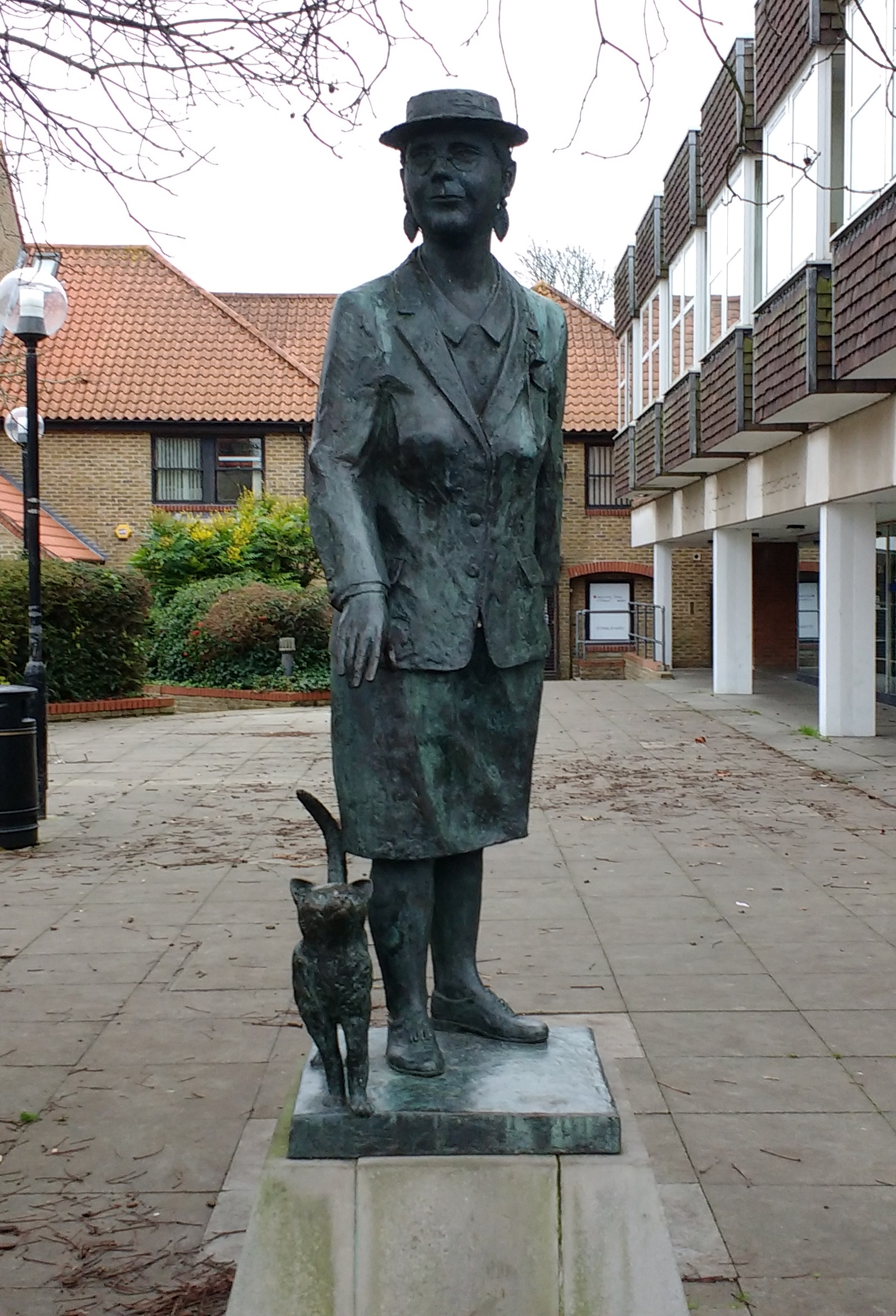
Dorothy L. Sayers (1893–1957)

- Sayers, Gale (1943–2020), US-amerikanischer American-Football-Spieler und Unternehmer
- Sayers, Goldie (* 1982), britische Leichtathletin
- Sayers, Joseph D. (1841–1929), US-amerikanischer Politiker
- Sayers, Nadia (* 1994), irisches Fotomodell
- Sayers, Peig (1873–1958), irische Autorin und Geschichtenerzählerin
- Sayers, Ralph A., US-amerikanischer Politiker
- Sayers, Tom, Tontechniker
- Sayers, Tom (1826–1865), englischer Boxer
- Sayette, Henri de la (1905–1991), französischer Autorennfahrer

### Sayf
- Sayf Abdallah ibn Ahmad al-Wazir (1889–1948), jemenitischer Imam und König von Jemen
- Sayfiyev, Farrux (* 1991), usbekischer Fußballspieler
- Sayfullayeva, Barnoxon (* 2005), usbekische Hochspringerin

### Sayg
- Saygılı, Necla (* 1972), türkisch-alevitische Sängerin und Sazspielerin
- Saygili, Samira (* 1983), türkisch-deutsche Sängerin und Musikpädagogin
- Saygın, Işılay (1947–2019), türkische Architektin und Politikerin
- Saygıner, Semih (* 1964), türkischer Billardspieler
- Saygrace (* 1997), australische Sängerin
- Saygun, Ahmed Adnan (1907–1991), türkischer Komponist, Musiker und MusikwissenschaftlerAhmed Adnan Saygun (1907–1991)

Ahmed Adnan Saygun (1907–1991)

- Saygun, Hüseyin (1918–1993), türkischer Fußballspieler und -trainer

### Sayi
- Sayifwanda, Sara (* 1963), Minister für Gleichberechtigung und Entwicklung von Sambia
- Sāyigh, Tawfīq (1923–1971), christlich-palästinensischer Poet und Redakteur
- Sayılı, Aydın (1913–1993), türkischer Wissenschafts- und Mathematikhistoriker
- Sayilir, Barbaros (* 1988), deutscher Sitzvolleyballer
- Sayın, Haluk (* 1942), türkischer Konteradmiral
- Sayın, Şara (1926–2017), türkische Hochschullehrerin, Germanistin und Turkologin
- Sayion, Tiway (1931–2003), taiwanischer Schulleiter und Ethno-Aktivist
- Sayışman, Tolgahan (* 1981), türkischer Schauspieler und Model

### Sayk
- Sayk, Johannes (1923–2005), deutscher Neurologe
- Saykally, Richard (* 1947), US-amerikanischer Chemiker
- Saykaloğlu, Bahattin (* 1964), türkischer Fußballspieler

### Sayl
- Saylan, Türkan (1935–2009), türkische Medizinerin und Autorin
- Sayle, Alexei (* 1952), britischer Komiker, Schauspieler und AutorAlexei Sayle (* 1952)

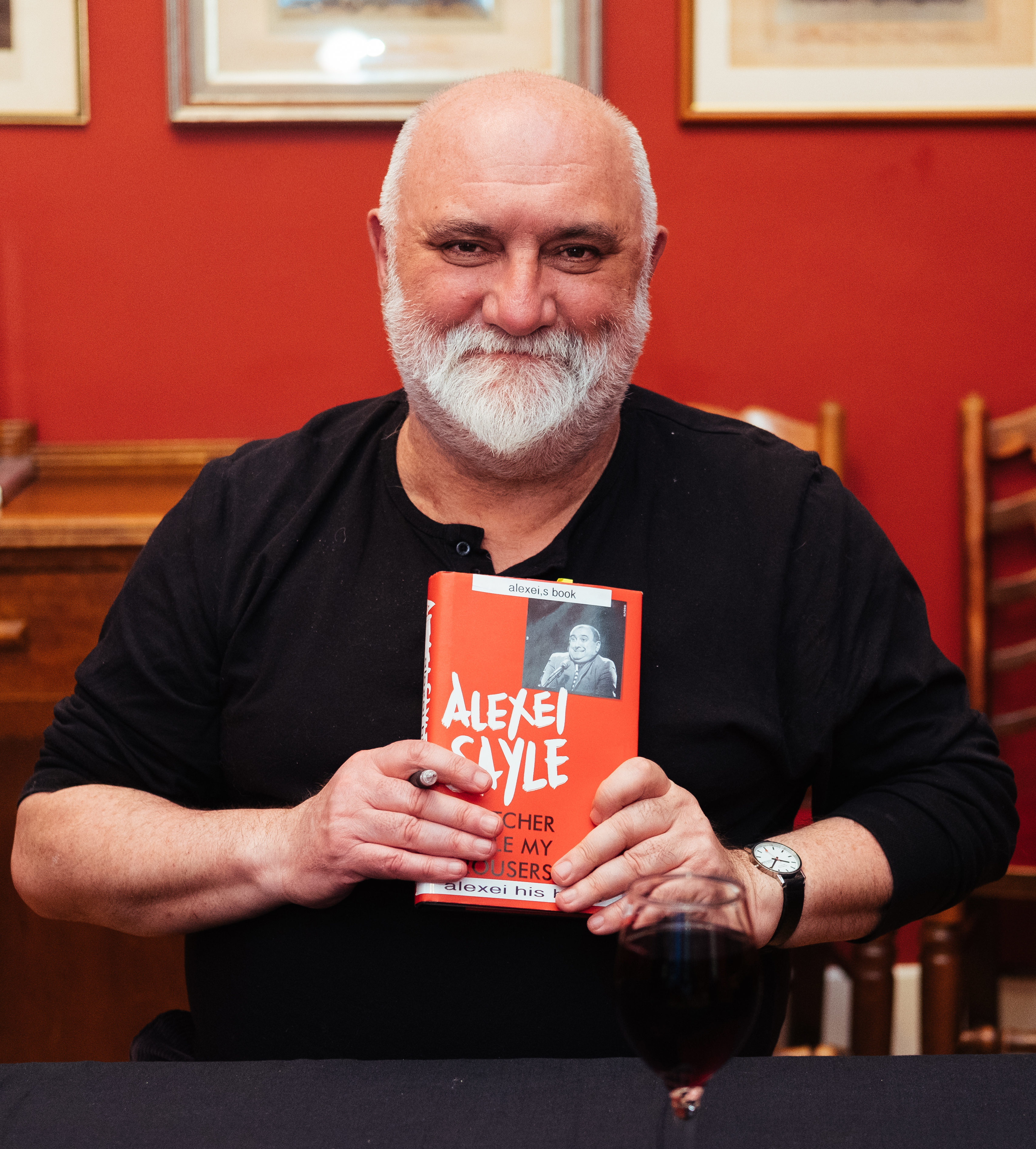
Alexei Sayle (* 1952)

- Sayle, William († 1671), englischer Kolonialpolitiker; Gouverneur von Bermuda und der Province of Carolina
- Sayler, Diet (* 1939), deutscher Maler und Bildhauer
- Sayler, Henry B. (1836–1900), US-amerikanischer Politiker
- Sayler, Milton (1831–1892), US-amerikanischer Politiker (Demokratische Partei)
- Sayler, Wilhelmine M. (1928–2021), deutsche Pädagogin, Hochschullehrerin und Autorin
- Saylern, Maria Barbara von (1716–1772), Priorin des Klosters Libingen
- Sayles, Emanuel (1907–1986), US-amerikanischer Jazzmusiker
- Sayles, John (* 1950), US-amerikanischer Filmregisseur, Drehbuchautor, Produzent und Schauspieler
- Sayles, Neşe (* 1986), türkische Schauspielerin
- Saylor, John P. (1908–1973), US-amerikanischer Politiker
- Saylor, Michael J. (* 1965), US-amerikanischer UnternehmerMichael J. Saylor (* 1965)

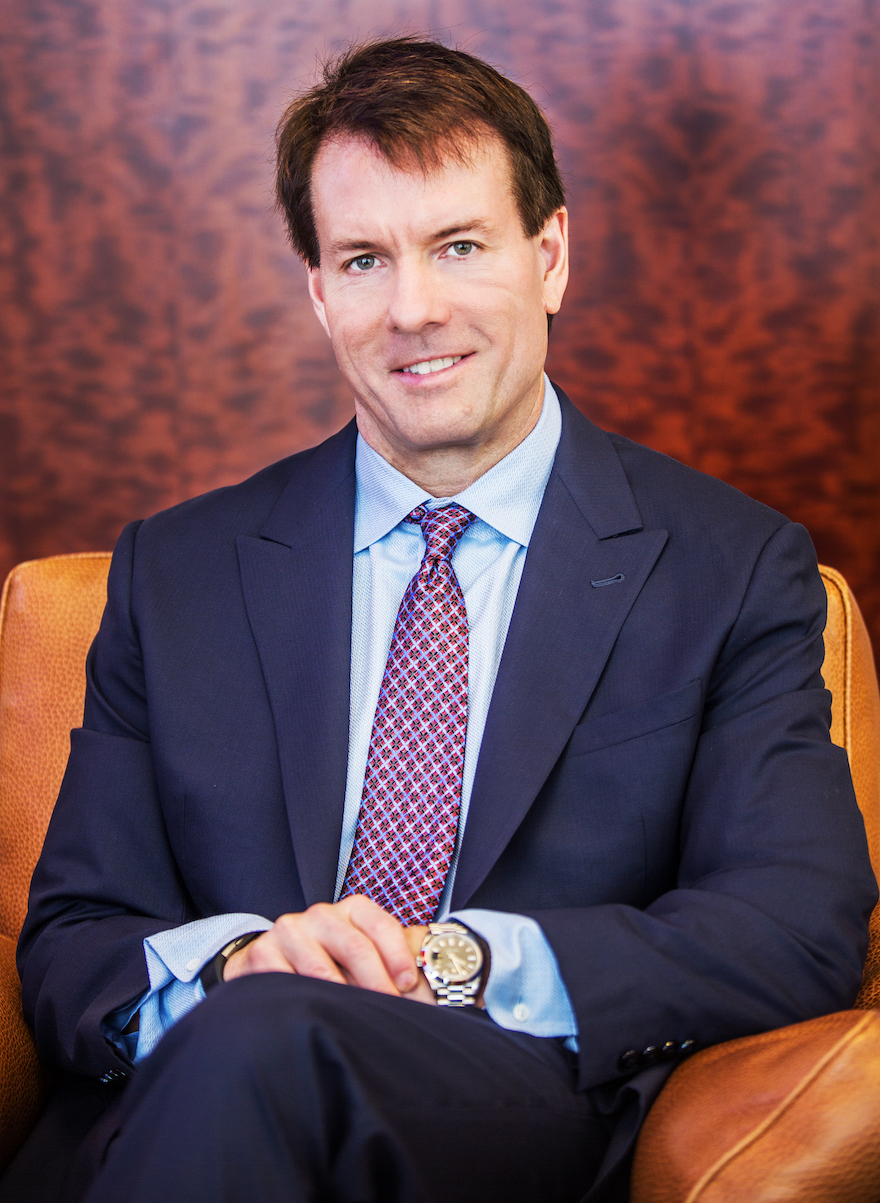
Michael J. Saylor (* 1965)

- Saylor, Morgan (* 1994), US-amerikanische Schauspielerin
- Saylor, Steven (* 1956), US-amerikanischer Schriftsteller

### Saym
- Saymak, Mustafa (* 1993), niederländisch-türkischer Fußballspieler

### Sayn
- Sayn, Otto (1866–1935), deutscher Reichsgerichtsrat
- Sayn-Hachenburg, Louise Isabella zu (1772–1827), durch Heirat Fürstin von Nassau-Weilburg
- Sayn-Wittgenstein, Andrea von (* 1960), österreichische Unternehmerin und Reality-TV-Teilnehmerin
- Sayn-Wittgenstein, Carolyne zu (1819–1887), Lebensgefährtin Franz Liszts
- Sayn-Wittgenstein, Doris von (* 1954), deutsche Politikerin (ehemals AfD)
- Sayn-Wittgenstein, Filippa (1980–2001), deutsche Fotografin und Bestsellerautorin
- Sayn-Wittgenstein, Friederike zu (* 1961), deutsche Hebamme, Pflege- und Gesundheitswissenschaftlerin und Hochschullehrerin
- Sayn-Wittgenstein, Heinrich Prinz zu (1916–1944), deutscher Luftwaffenoffizier und Jagdflieger
- Sayn-Wittgenstein, Karl-Heinz Richard von (* 1954), deutscher UnternehmerKarl-Heinz Richard von Sayn-Wittgenstein (* 1954)

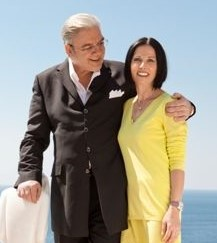
Karl-Heinz Richard von Sayn-Wittgenstein (* 1954)

- Sayn-Wittgenstein, Leonilla zu (1816–1918), russische Adlige, Fürstin zu Sayn-Wittgenstein-Sayn
- Sayn-Wittgenstein, Ludwig Adolf Peter zu (1769–1843), Generalfeldmarschall der russischen Armee

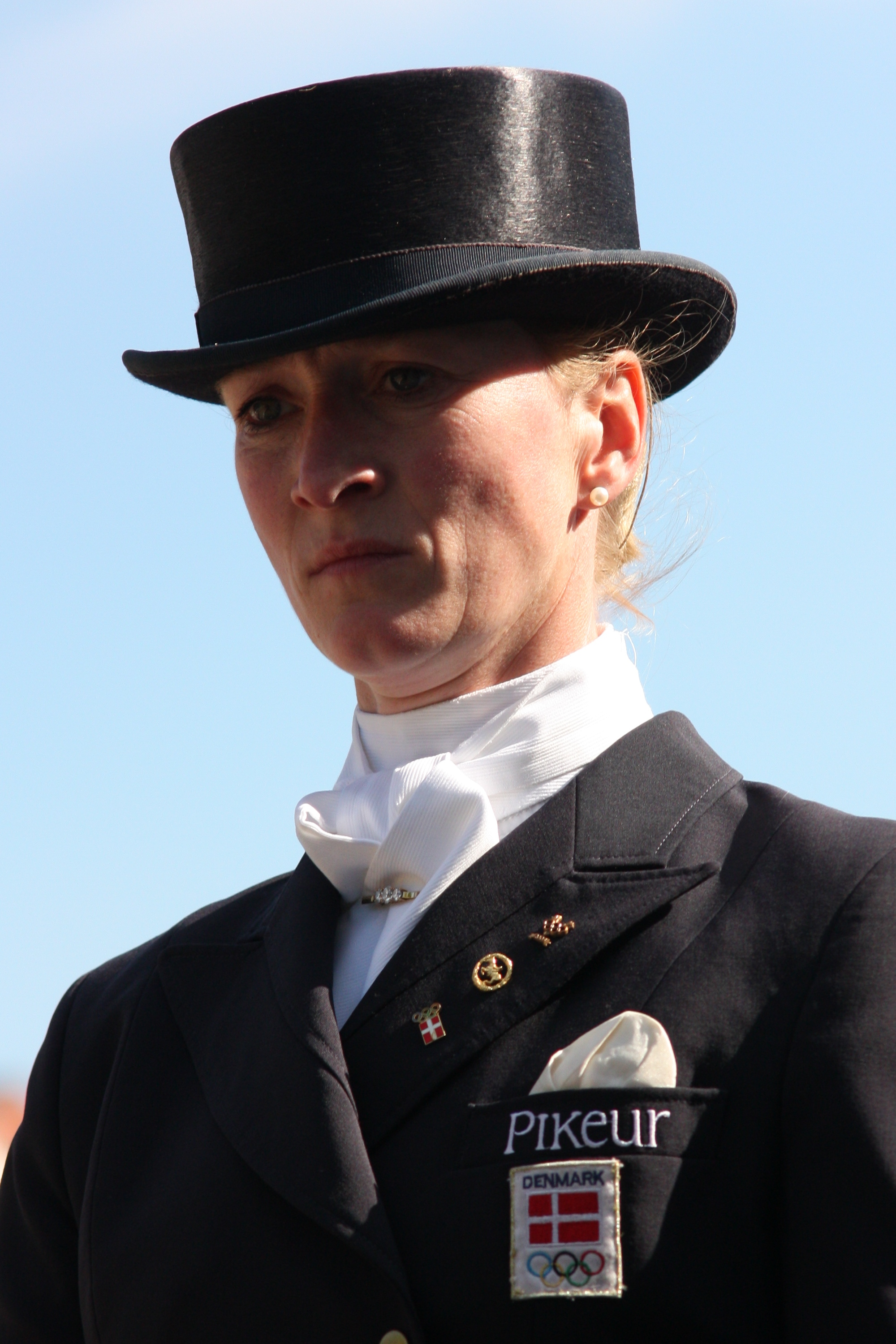
Nathalie zu Sayn-Wittgenstein-Berleburg (* 1975)

- Sayn-Wittgenstein-Berleburg, Albrecht zu (1777–1851), deutscher Fürst und Standesherr
- Sayn-Wittgenstein-Berleburg, Albrecht zu (1834–1904), deutscher Standesherr
- Sayn-Wittgenstein-Berleburg, August Ludwig zu (1788–1874), General und nassauischer Staatsminister
- Sayn-Wittgenstein-Berleburg, Carl zu (1839–1887), deutscher Standesherr
- Sayn-Wittgenstein-Berleburg, Casimir Johannes Prinz zu (1917–2010), deutscher Politiker (CDU), MdEP
- Sayn-Wittgenstein-Berleburg, Christian Heinrich zu (1753–1800), erste Fürst dieser Linie, Landesherr der nördlichen Grafschaft und galt als der bedeutendste Musiker des Adelshauses Sayn-Wittgenstein-Berleburg (1773–1800)
- Sayn-Wittgenstein-Berleburg, Emil zu (1824–1878), kaiserlich-russischer General
- Sayn-Wittgenstein-Berleburg, Franz zu (1778–1854), preußischer Generalmajor
- Sayn-Wittgenstein-Berleburg, Friedrich Ernst zu (1837–1915), deutscher Graf aus dem Hause Sayn-Wittgenstein
- Sayn-Wittgenstein-Berleburg, Georg Ernst von (1735–1792), königlich französischer Generalleutnant
- Sayn-Wittgenstein-Berleburg, Gustav Albrecht zu (* 1907), deutscher Offizier, Chef des Hauses von Sayn-Wittgenstein-Berleburg
- Sayn-Wittgenstein-Berleburg, Gustav Prinz zu (* 1969), deutscher Unternehmer und zukünftiger Chef des Hauses Sayn-Wittgenstein-Berleburg
- Sayn-Wittgenstein-Berleburg, Gustav zu (1837–1889), deutscher Standesherr
- Sayn-Wittgenstein-Berleburg, Hubertus Prinz zu (* 1948), deutscher Unternehmer, Inhaber des Familienbetriebes Land- und Forstwirtschaft in Odenthal, Hochmeister des Bundes der historischen deutschen Schützenbruderschaften
- Sayn-Wittgenstein-Berleburg, Ludwig Casimir zu (1598–1643), Regent der Grafschaft Sayn-Wittgenstein-Berleburg und wurde von marodierenden Soldaten erschossen (1631–1643)
- Sayn-Wittgenstein-Berleburg, Ludwig Ferdinand Prinz zu (* 1942), deutscher Waldbesitzer und Unternehmer
- Sayn-Wittgenstein-Berleburg, Ludwig Ferdinand zu (1712–1773), Graf von Sayn-Wittgenstein-Berleburg
- Sayn-Wittgenstein-Berleburg, Margareta zu (1909–2005), schwedische Gräfin
- Sayn-Wittgenstein-Berleburg, Nathalie zu (* 1975), deutsch-dänische DressurreiterinNathalie zu Sayn-Wittgenstein-Berleburg (* 1975)
- Sayn-Wittgenstein-Berleburg, Otto zu (1842–1911), Generalleutnant
- Sayn-Wittgenstein-Berleburg, Richard zu (1882–1925), deutscher Fürst und Chef des Hauses Sayn-Wittgenstein-Berleburg
- Sayn-Wittgenstein-Berleburg, Richard zu (1934–2017), deutscher Unternehmer und Chef des Hauses Sayn-Wittgenstein-Berleburg
- Sayn-Wittgenstein-Hohenstein, Adolph Ernst zu (1783–1856), Diplomat und Abgeordneter
- Sayn-Wittgenstein-Hohenstein, Alexander zu (1801–1874), deutscher Standesherr
- Sayn-Wittgenstein-Hohenstein, August David zu (1663–1735), Regent der Grafschaft Sayn-Wittgenstein-Hohenstein
- Sayn-Wittgenstein-Hohenstein, August zu (1868–1948), deutscher Fürst und Standesherr
- Sayn-Wittgenstein-Hohenstein, Botho Prinz zu (1927–2008), deutscher Politiker (CDU), DRK-Repräsentant
- Sayn-Wittgenstein-Hohenstein, Friedrich zu (1708–1756), deutscher Graf aus dem Hause Sayn-Wittgenstein
- Sayn-Wittgenstein-Hohenstein, Gustav zu (1633–1701), deutscher Graf aus dem Hause Sayn-Wittgenstein
- Sayn-Wittgenstein-Hohenstein, Henrich Albrecht zu (1658–1723), deutscher Graf und Regent aus dem Haus Sayn-Wittgenstein
- Sayn-Wittgenstein-Hohenstein, Johann Ludwig zu (1740–1796), deutscher Graf aus dem Hause Sayn-Wittgenstein-Hohenstein
- Sayn-Wittgenstein-Hohenstein, Ludwig Christian zu (1629–1683), deutscher Graf aus dem Hause Sayn-Wittgenstein
- Sayn-Wittgenstein-Hohenstein, Ludwig zu (1831–1912), deutscher Fürst
- Sayn-Wittgenstein-Hohenstein, Wilhelm zu (1770–1851), preußischer Minister
- Sayn-Wittgenstein-Sayn, Alexander zu (* 1943), deutscher Unternehmer, ehemaliger Präsident der Deutschen Burgenvereinigung und Chef des Hauses Sayn-Wittgenstein-SaynAlexander zu Sayn-Wittgenstein-Sayn (* 1943)

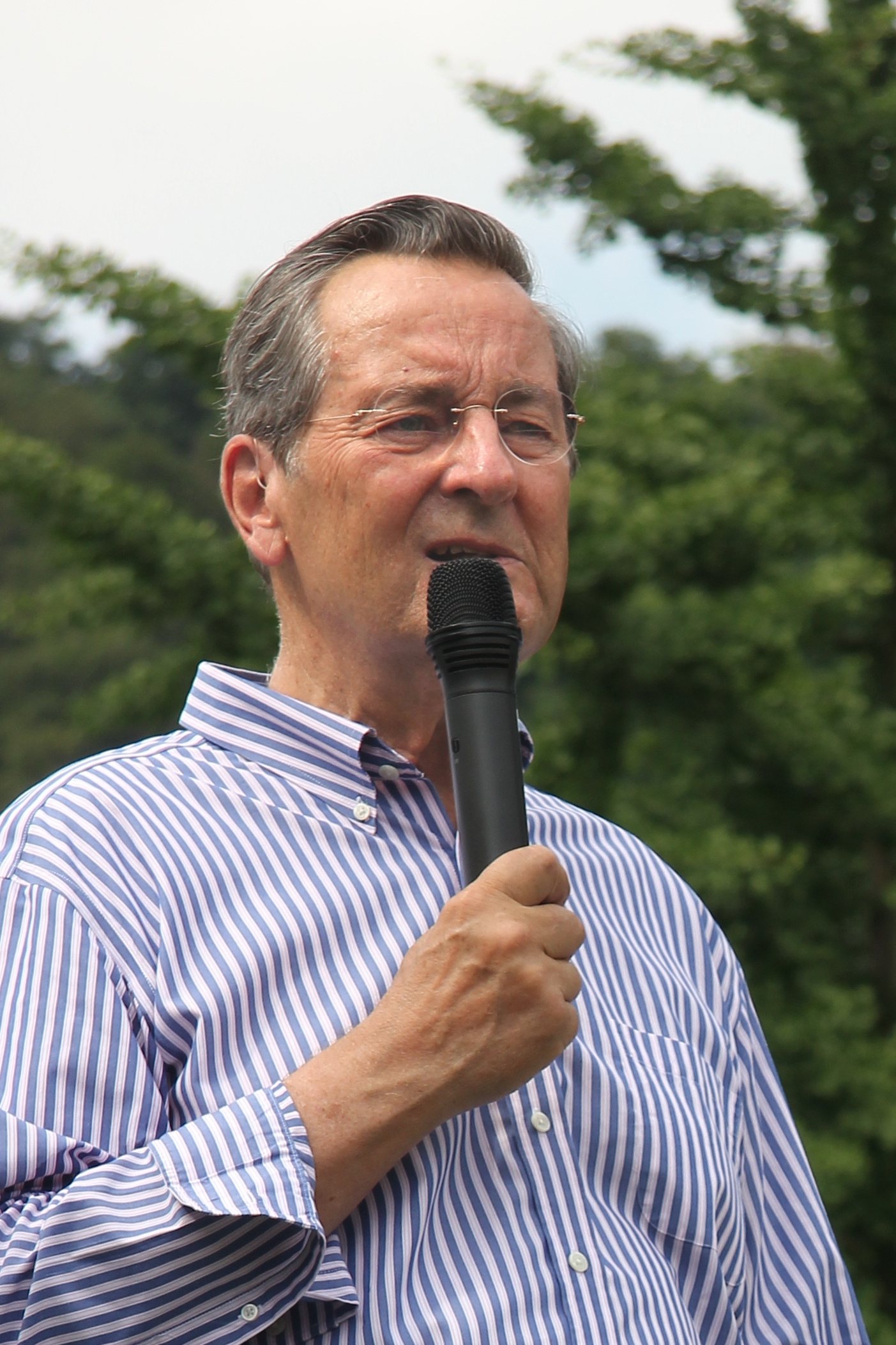
Alexander zu Sayn-Wittgenstein-Sayn (* 1943)

- Sayn-Wittgenstein-Sayn, Corinna zu (* 1964), deutsche Geschäftsfrau, Freundin des spanischen Königs Juan Carlos I.
- Sayn-Wittgenstein-Sayn, Gabriela zu (* 1950), deutsche Unternehmerin
- Sayn-Wittgenstein-Sayn, Ludwig Adolf Friedrich zu (1799–1866), russischer Adliger
- Sayn-Wittgenstein-Sayn, Marianne (1919–2025), österreichische Gesellschaftsfotografin
- Sayn-Wittgenstein-Sayn, Stanislaus zu (1872–1958), preußischer Standesherr

### Sayo
- Sayombhu Mukdeeprom (* 1970), thailändischer Kameramann
- Sayomchai, Ronnachai (* 1966), thailändischer Fußballspieler
- Sayompoo Eiadpoo (* 1983), thailändischer Fußballspieler
- Sayoud, Amir (* 1990), algerischer Fußballspieler
- Sayous, Édouard (1842–1898), Schweizer Historiker und Essayist

### Sayp
- Saype (* 1989), französisch-schweizerischer Künstler der Land ArtSaype (* 1989)

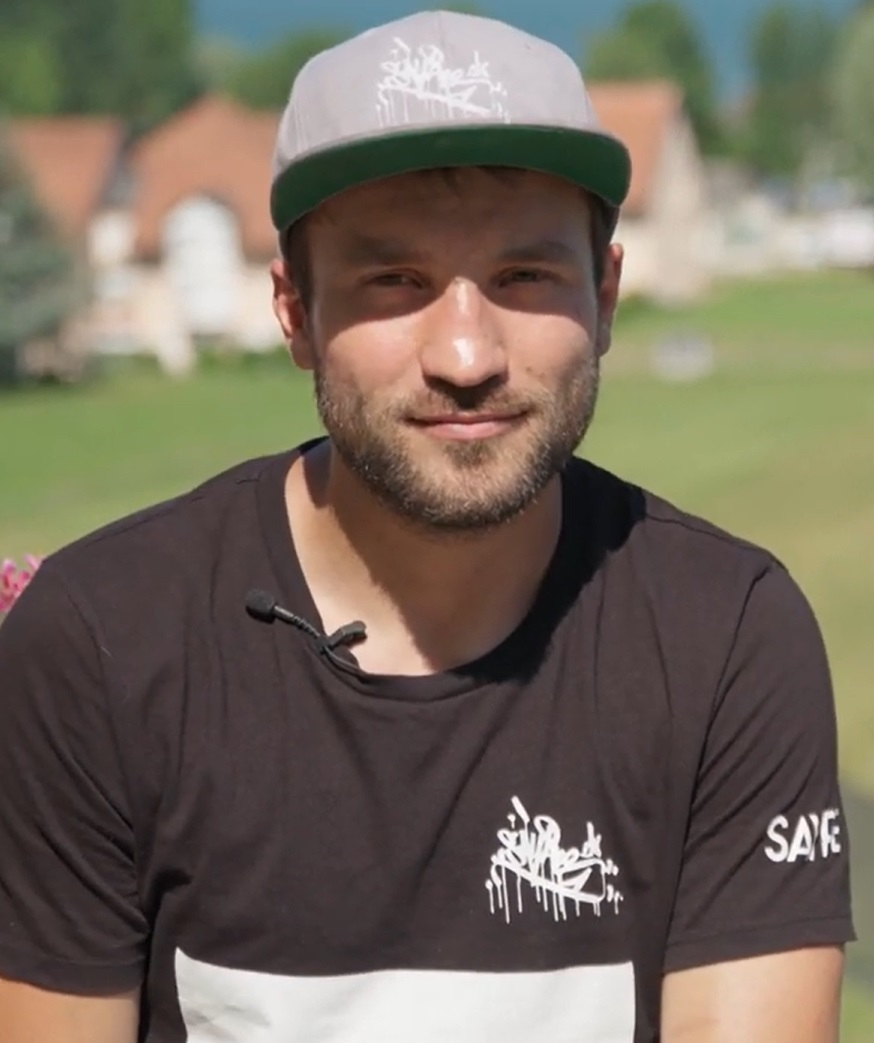
Saype (* 1989)

### Sayr
- Sayrafiezadeh, Said (* 1968), US-amerikanischer Bühnenautor und Schriftsteller
- Sayre, David (1924–2012), US-amerikanischer Physiker, Informatiker und Kristallograph
- Sayre, Gertrude (1900–1960), US-amerikanische Journalistin
- Sayre, Jill (* 1976), US-amerikanische Schauspielerin, Regisseurin, Filmproduzentin, Drehbuchautorin und Kamerafrau
- Sayre, Joel (1900–1979), US-amerikanischer Schriftsteller, Journalist und Drehbuchautor
- Sayre, John (1936–2023), US-amerikanischer Ruderer
- Sayre, Nora (1932–2001), US-amerikanische Journalistin und Filmkritikerin
- Sayre, Robert M. (1924–2016), US-amerikanischer Diplomat
- Sayri Túpac († 1561), Inka-Herrscher

### Sayu
- Sayuki (1961–2023), australische Anthropologin und Geisha
- Sayuri (1996–2024), japanische Sängerin und Songwriterin

### Sayv
- Sayve, Lambert de (1549–1614), franko-flämischer Komponist und Kapellmeister der Renaissance

### Sayy
- Sayyab, Badr Schakir as- (1926–1964), irakischer Dichter
- Sayyad Schirazi, Ali (1944–1999), iranischer General
- Sayyad, Husain al- (* 1988), bahrainischer Handballspieler
- Sayyadmanesh, Allahyar (* 2001), iranischer Fußballspieler
- Sayyaf, Abdul Rasul (* 1946), afghanischer Mudschahed und Politiker
- Sayyari, Arash (* 2003), iranischer Sprinter
- Sayyed Husain Ali Bilgrami (1844–1926), Arabist und Professor für Arabisch am Canning College, Lucknow
- Sayyid Abd ar-Rahman al-Haidari al-Gaibani (1841–1927), irakischer Präsident
- Sayyid Adschall Schams ad-Din Umar († 1279), islamischer Gouverneur Yunnans
- Sayyid Mir Jan (1800–1901), islamischer Gelehrter, Prediger und Sufiheiliger des Naqshbandi-Ordens
- Sayyid Shaykh al-Hadi (1867–1934), malaysisc-arabischer Unternehmer, Journalist, Schriftsteller und Verleger
- Sayyid Umar, Midhat Mursi as- (1953–2008), islamistischer Extremist und mutmaßliches Mitglied der Terrororganisation „al-Qaida“ im Irak
- Sayyid, Ayman Fuad (* 1949), ägyptischer Historiker und Handschriftenexperte
- Sayyid, Ridwan as- (* 1949), libanesischer Journalist, Schriftsteller und Professor der Islamwissenschaften